# Javad Nekounam
Javad Nekounam (persisch جواد نکونام /dʒa'vad 'nekunam/) (* 7. September 1980 in Rey) ist ein iranischer ehemaliger Fußballnationalspieler.

## Karriere

### Jugend und Vereinskarriere
Nekounam spielte in seiner Jugend für den iranischen Klub Saipa FC. Seinen Durchbruch schaffte er mit seinem Wechsel zum damaligen iranischen Spitzenclub Pas Teheran, mit dem er in der Saison 2003/04 Iranischer Meister wurde. Er verließ Pas Teheran nach sieben erfolgreichen Jahren und unterschrieb einen Vertrag bei Al Wahda in den Vereinigten Arabischen Emiraten.
Im Januar 2006 wechselte er dann zum Ligakonkurrenten Al-Schardscha. Nekounams gute und konstante Leistungen in der Profiliga der Emirate machten ihn zum Objekt der Begierde. Einige namhafte europäische Fußballklubs, unter anderem der 1. FC Kaiserslautern, Tottenham Hotspur und der CA Osasuna wollten ihn verpflichten. Den Zuschlag erhielt der spanische Erstligist Osasuna. Bereits in der ersten Spielzeit 2006/07 bei CA Osasuna konnte Nekounam sein Können unter Beweis stellen. Er wurde dort schnell zum Stammspieler und Publikumsliebling. Obwohl Nekounam in der Saison 2007/08 lange Zeit verletzungsbedingt ausfiel und lediglich zu zwei Kurzeinsätzen kam, bot ihm Osasuna eine Vertragsverlängerung bis 2011 an, die er annahm. Nach der Saison 2011/12 wechselte Nekounam zum iranischen Top-Klub Esteghlal Teheran. Er unterzeichnete dort einen Zweijahresvertrag. Nachdem er 2014 für ein halbes Jahr nach Kuwait zu al Kuwait Kaifan wechselte, kehrte er im August 2014 nach Osasuna zurück. Er unterschrieb dort für zwei Jahre.

### Nationalmannschaft
Nekounam wurde erstmals am 31. Mai 2000 in das Aufgebot der iranischen Nationalmannschaft berufen.
Sein bisher größter Erfolg ist der dritte Platz bei der Asienmeisterschaft 2004, wo er zwei Treffer erzielte. Er nahm an der Weltmeisterschaft 2006 in Deutschland und Fußball-Weltmeisterschaft 2014 in Brasilien  teil.

## Erfolge, Ehrungen und Auszeichnungen

### Vereinstitel
- 2003/04 Pas Teheran – Iranischer Meister

### Iranische Fußballnationalmannschaft
- 2004 Westasienmeisterschaft im Iran – Westasienmeister
- 2004 Asienmeisterschaft in China – Dritter Platz
- 2006 Fußball-Weltmeisterschaft in Deutschland – Vorrunde
- 2014 Fußball-Weltmeisterschaft in Brasilien – Vorrunde

### Auszeichnungen
- 2006/07 Deportes de Navarra: Osasunas Spieler des Jahres
- 2006/07 uefa.com: Nekounam in der Top-Elf der Primera Division